# Kaeso Fabius

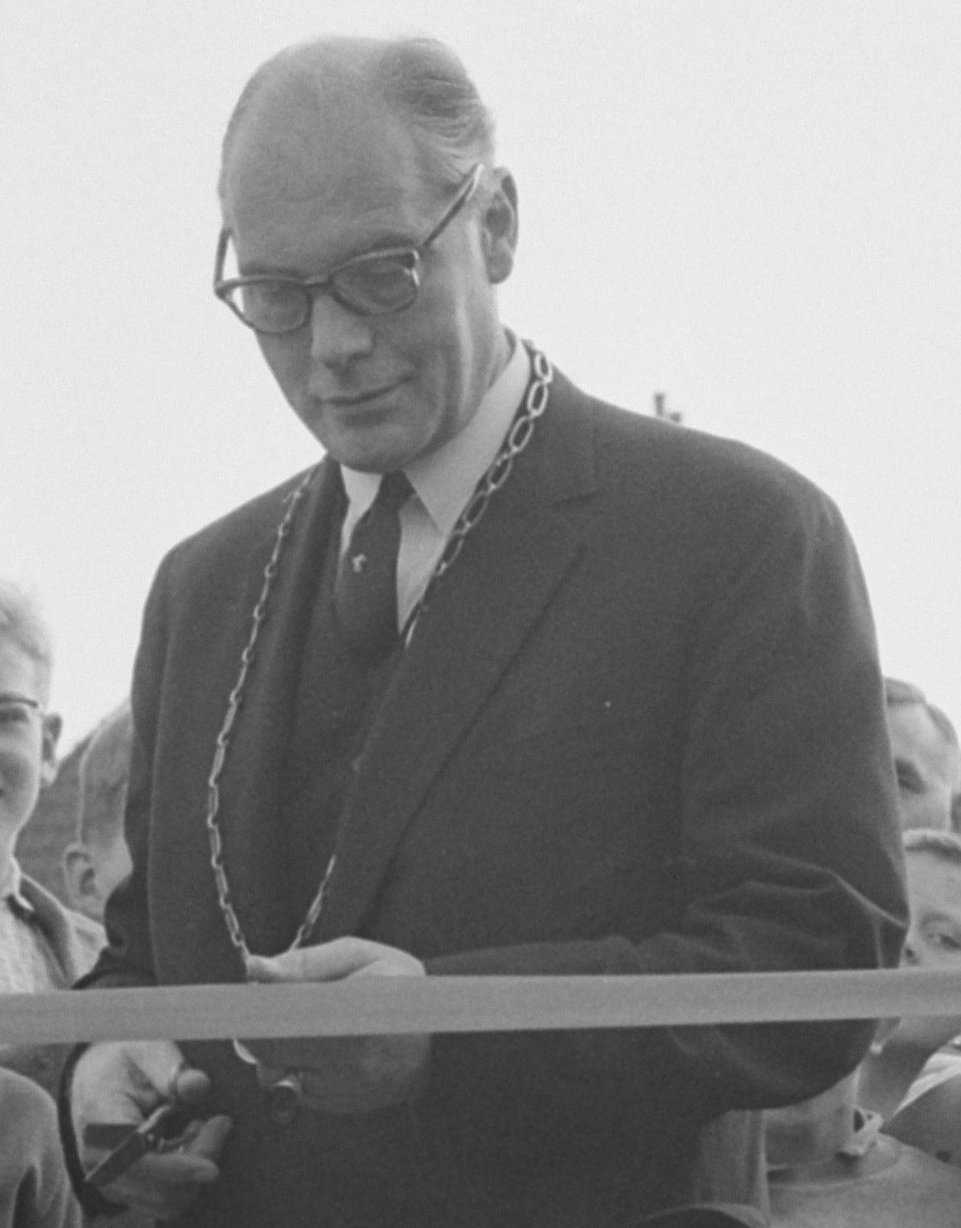
Burgemeester K. Fabius (1962)

Kaeso Fabius ('s-Gravenhage, 23 januari 1908 – Bilthoven, 18 december 1986) was een Nederlands burgemeester.

## Familie
Fabius stamde uit het patricische geslacht Fabius en was zoon van mr. dr. Gerhard Jan Fabius (1877-1921) en Ada Wilhelmina van Tienhoven (1878-1962). Hij huwde op 10 oktober 1933 te Amsterdam met Alexandra Herculine barones van Heemstra (1911-1987), dochter van Jacob Diederik Gregorius baron van Heemstra (1881-1956) en Sophia Alexandra Beels (1885-1935); dit huwelijk werd door echtscheiding ontbonden op 17 januari 1948. Hij huwde daarna op 1 mei 1948 te Ede met Beppy van Vloten (1911-1988), dochter van Jan Frederik Willem van Vloten (1867-1937) en Elisabeth Justine Brevet. Uit het eerste huwelijk werden drie kinderen, uit het tweede huwelijk werd één zoon geboren.

## Loopbaan
Hij werd in april 1936 de burgemeester en secretaris van Oostkapelle en daarmee op 28-jarige leeftijd een van de jongste burgemeesters van Nederland. In 1943 werd hij daar vervangen door de NSB-burgemeester H. van der Wel, maar na de bevrijding keerde Fabius terug en hij was daarnaast nog ook nog korte tijd waarnemend burgemeester van Vrouwenpolder. In juli 1945 maakte hij de overstap naar de in toen in oprichting zijnde 'Brigade Mariniers'. In 1947 werd Fabius burgemeester van Wisch en in 1952 volgde zijn benoeming tot de burgemeester van De Bilt. Hij was tevens reserve-luitenant der cavalerie, officier mariniers K.M.R, laatstelijk majoor.
Bij het afscheid in 1971 als burgemeester van De Bilt vroeg hij een donatie te doen aan een door hem op te richten stichting ten behoeve van het verlenen van steun aan jeugdige sporters in de gemeente De Bilt. Zo ontstond de Burgemeester Fabius Stichting (die in 2012 werd geliquideerd).
Hij was Officier in de Orde van Oranje-Nassau.